# Ligne de tramway 460/1
Pour les articles homonymes, voir Ligne 460.
Ne doit pas être confondu avec les lignes de tramway : 460/2 Fexhe-le-Haut-Clocher - Horion-Hozémont et 460/3 Ampsin - Verlaine.
La ligne 460/1 est une ancienne ligne de tramway de la Société nationale des chemins de fer vicinaux (SNCV) qui reliait Hannut à Verlaine entre 1905 et 1950.

## Histoire

### Mise en service
La ligne est mise en service en traction vapeur le 18 juillet 1905 entre Mons-lez-Liège Le Crotteux et Horion-Hozémont où elle donne correspondance à la ligne 460/2 Fexhe-le-Haut-Clocher - Horion-Hozémont mise en service le même jour (nouvelle section, capital 122). L'exploitation est assurée par la société anonyme du Chemin de fer d'Ans - Oreye (CFAO).
Au cours de l'année 1906, la ligne voit plusieurs prolongements être mis en service :
- le 19 mars depuis Horion-Hozémont vers Verlaine (nouvelle section, capital 122)[1] ;
- le 22 septembre entre Verlaine et Hannut (nouvelle section, capital 122)[3],[2].

Il faut ensuite attendre le 12 juillet 1908 pour voir la mise en service de la dernière section entre Mons-lez-Liège et la gare de Jemeppe-sur-Meuse (nouvelle section, capital 122).

### L'entre-deux-guerres
Au 1er janvier 1929, l'exploitation est alors reprise directement par la SNCV. 
Le 7 mai 1933, la ligne est limitée de la gare de Jemeppe-sur-Meuse à Mons-lez-Liège Le Crotteux cette section étant électrifiée et exploitée par une nouvelle ligne sous l'indice 59 puis trois ans plus tard le 17 décembre 1936, elle est limitée Mons-lez-Liège Le Crotteux à Horion à la suite du prolongement de la ligne 59. Enfin, à la fin du mois de février 1944 la ligne est à nouveau limitée d'Horion au dépôt de Verlaine à la suite du prolongement de la ligne 59,.

### Suppression

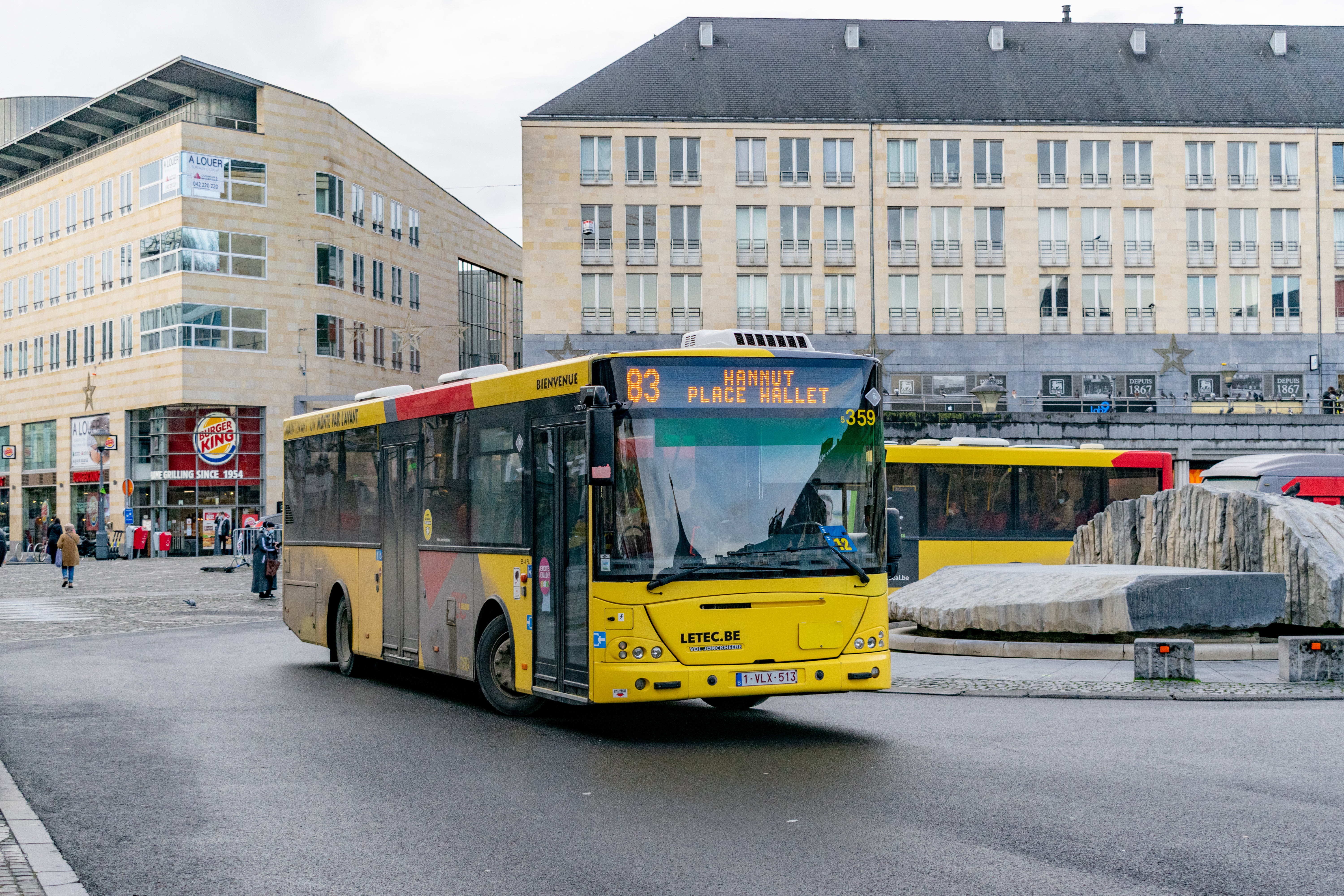
28 12 2020, autobus Jonckheere Transit 2000 sur la ligne 83 vers Hannut quittant la place Saint-Lambert à Liège.

Le 31 janvier 1948, la ligne est supprimée à l'exception de deux services, un matin et un le soir entre Verlaine et Haneffe, elle est remplacée par une ligne d'autobus, cette ligne est toujours exploitée sous l'indice 83,.
En 1950, les deux services restant entre Verlaine et Haneffe sont supprimés, ses voies restent utilisées pour le trafic fret jusqu'à leur fermeture à tout-trafic le 3 janvier 1952 entre Hannut et Viemme et le 14 avril 1955 entre Viemme et Verlaine,.

## Infrastructure

### Dépôts et stations
Nom : (gare) : quand le dépôt ou la station est accolé ou proche d'une gare.
Type : D : dépôt , S : station , Sf : si la station sert de gare douanière à la frontière , Sp : si la station est établie dans un bâtiment privé le plus souvent un café ou plus rarement une habitation privée.
| Illustration | Nom            | Type | Commune           | Localisation                | État            | Remarques |
| ------------ | -------------- | ---- | ----------------- | --------------------------- | --------------- | --------- |
|              | Hannut (gare)  | D    | Hannut            | 50° 40′ 16″ N, 5° 05′ 17″ E | Désaffectée.    |           |
|              | Jemeppe (gare) | S    | Jemeppe-sur-Meuse | 50° 37′ 04″ N, 5° 29′ 56″ E | Désaffectée.    |           |
|              | Mons-lez-Liège | S    | Mons-lez-Liège    | 50° 37′ 29″ N, 5° 26′ 55″ E | Désaffectée.    |           |
|              | Omal           | D    | Omal              | 50° 39′ 07″ N, 5° 21′ 05″ E | En service TEC. |           |
|              | Verlaine       | DS   | Verlaine          | 50° 36′ 13″ N, 5° 19′ 25″ E | En service TEC. |           |

## Exploitation

### Horaires
Tableaux horaires :
- Été 1931 : 460, numéro partagé entre les lignes 460/1 Hannut - Verlaine, 460/2 Fexhe-le-Haut-Clocher - Horion-Hozémont, 460/3 Ampsin - Verlaine et à partir de 1933 59 Jemeppe-sur-Meuse - Mons-lez-Liège[6].